# Владимир Димитров (кмет)
Вижте пояснителната страница за други личности с името Владимир Димитров.
Владимир Костов Димитров Дабянков е български общественик и политик, кмет на Крушево.

## Биография
Роден е в Крушево, тогава в Османската империя. През 1904 година завършва с деветнадесетия випуск Солунската българска мъжка гимназия. Завършва инженерство в Мюнхен в 1910 година.
След като Крушево попада под сръбско управление след Балканските войни, Димитров бяга в Свободна България. През Първата световна война е запасен поручик в Главно тилово управление на Българската армия.
По време на българското управление в Македония в 1941 - 1944 година се завръща в родния си град. В 1942 година наследява крушевчанина Петър Николов Михайлов като втори български кмет на града (5 ноември 1942 - 9 септември 1944).
Остава в Крушево след изтеглянето на българските войски от Македония в 1944 година. Обичан от населението и като добър специалист, Димитров става преподавател в новооткритото Техническо училище в Скопие с директор Паскал Симитчиев. Димитров се прибира в Свободна България след една - две години по здравословни причини.